# Aniada a Noar

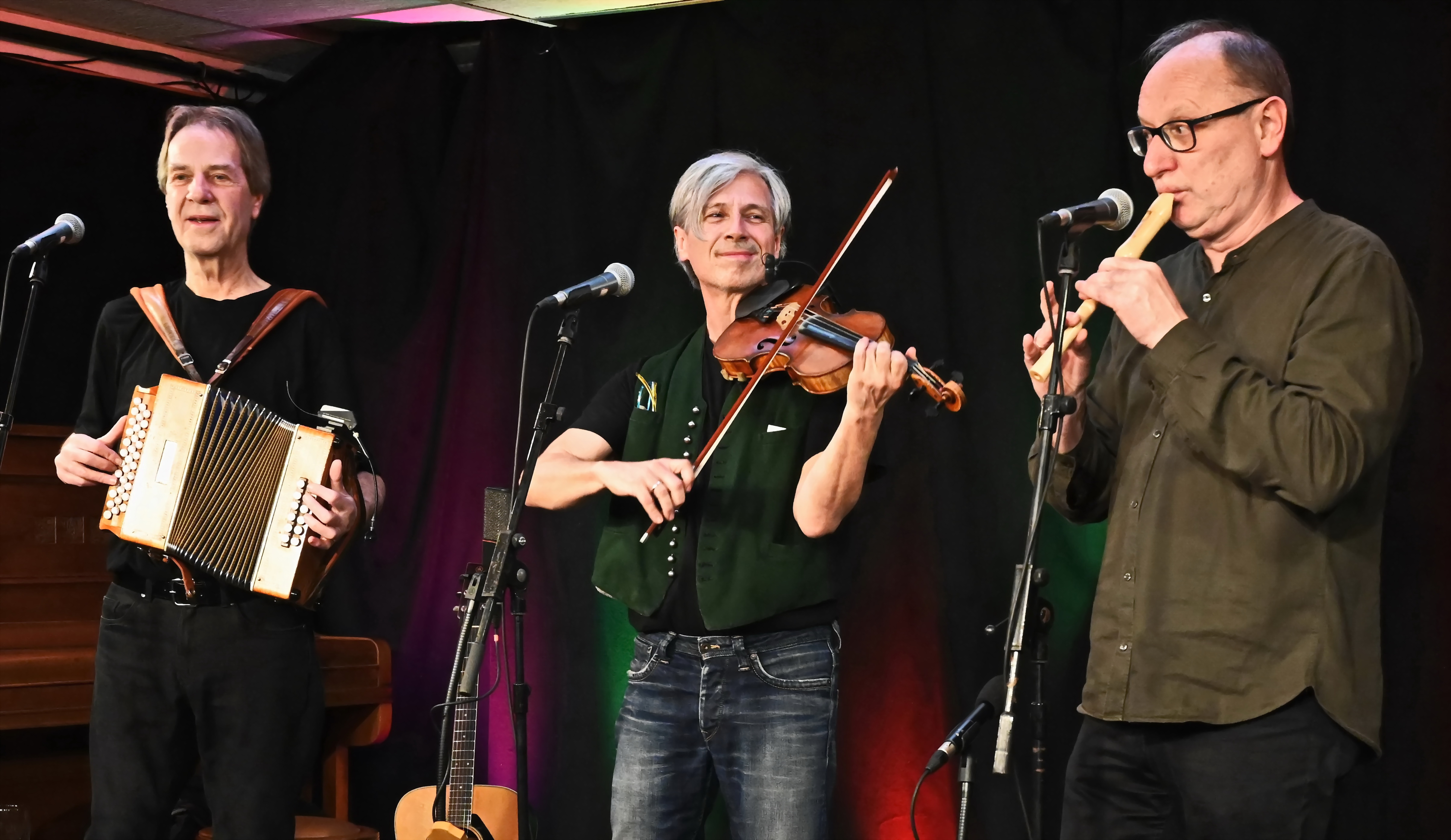
Aniada a Noar mit Bertl Pfundner, Andreas Safer, Wolfgang Motz, 2020

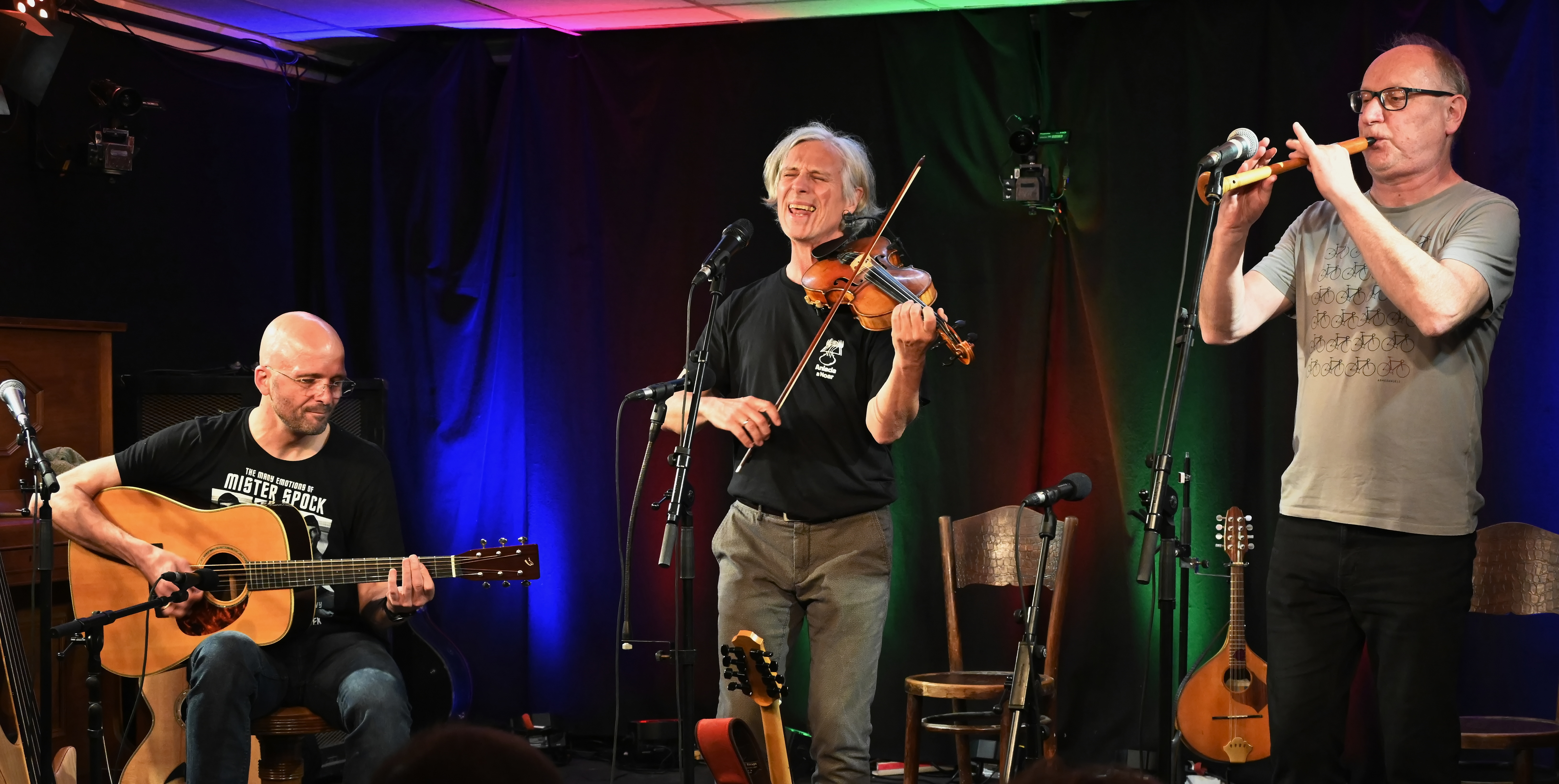
Aniada a Noar mit Martin Moro Andreas Safer Wolfgang Motz, 2022

Aniada a Noar, was so viel heißt wie Ein jeder ein Narr (weststeirischer Dialekt), ist eine steirische Volksmusik-Gruppe. In einer erweiterten Formation tritt die Gruppe seit 2004 auch unter dem Namen polka potente (früher: Noarn Groove) auf.

## Vorgeschichte
Das Quartett ging aus der Formation „Folkfriends“ hervor, die ursprünglich in der Weststeiermark mit „Western & Country-Musik“ aufgetreten war. Zur Erstbesetzung gehörten (ab 1981) neben Andreas Safer und Eduard Zwanzer noch Rupert (Bertl) Pfundner und Wolfgang (Wuff) Zagar. Diese beiden hatten davor bei „Dingley Dell“ gespielt.
In der zweiten Besetzung der „Folkfriends“ ersetzte Wolfgang Moitz dann Wuff Zagar. Er und Safer brachten stärkere Folk-Elemente ein. Die Flöte veränderte das Klangbild des Quartetts. Bertl Pfundner: „Ich hab so lange Country & Western gespielt, da fiel es mir schwer, mich auf sowas einzustellen.“ Die neue Entwicklung ging nun klar in Richtung Country- & Folkmusic.
Im Juli 1983 trafen die „Folkfriends“ bei einer Veranstaltung in der „Brücke“ in Graz mit den Brüdern Martin Krusche und Michael Krusche zusammen, die dort ihr Programm „Literatur, Blues und 'Rock & Roll'“ spielten. Zu der Zeit tendierte Edi Zwanzer stark dazu, die Formation zu verlassen, und beim folgenden Weihnachtskonzert in Rosental war sein Ausstieg beschlossene Sache.
Michael Krusche spielte vorerst sporadisch mit und eignete sich das Repertoire an. Ab März 1984 gehörte er den „Folkfriends“ regulär an. Ein Konzert im Grazer „Kleeblatt“ gilt als Fixierung der neuen Besetzung. Damals mit auf der Bühne: die Musiker Jimmy Cogan und Kurt Keinrath (Erste Allgemeine Verunsicherung) sowie der Kabarettist Jörg-Martin Willnauer.
Im Sommer 1984 absolvierten die „Folkfriends“ und der Künstler Martin Krusche gemeinsam eine Tournee durch Südfrankreich, bei der sich das Quartett weiter festigte. Im Mai 1985 stand die Gruppe auf der Bühne zur „Großen Chance“ des ORF und hatte einen ermutigenden TV-Auftritt. 

## Geschichte
Ab 1985/86 lief das Repertoire laut Andi Safer zweigleisig: Zur Folkmusic aus anderen Ländern kam auch traditionelle Musik aus Österreich hinzu. 1985 standen die Vier neben Alan Stivell auf der Bühne des „Folkest“ in San Daniele. Ende 85 war klar, dass es mit den „Folkfriends“ vorbei sein würde. Das Konzept der Gruppe hatte sich inzwischen völlig verändert. Und Andi Safer setzte als neuen Namen „Aniada a Noar“ durch.

„Es ist Volksmusik, und zugleich mit der schlagartigen Erkenntnis der Geprellten, so lange gepflanzt worden zu sein, umfängt uns das warme Gefühl, einen neuen Ort, eine neue Landschaft unseres Herzens entdeckt zu haben: Österreichische Volksmusik ohne Eisenbahnervorgartenmentalität, jenseits von Ö2, von rustikaleren Niedertrachten gar nicht zu reden.“

Inzwischen waren 25 Joahr (steir. für Jahre) vergangen und „Aniada a Noar“ feierte mit einem Festkonzert am 5. November 2008 in unveränderter Besetzung das Silberne Jubiläum im Grazer Orpheum. Im Jänner 2009 wurde der Noarnfülm (Regie: Heinz Trenczak) präsentiert, der die Geschichte der Noarn in Ton und Bild dokumentiert (Extraplatte, ISBN 978-3-221-95409-3).
Erweitert um Gabriel Froihofer (Schlagzeug, Mitglied von „Spafudla: Progressive Volksmusik“) und Reinhard Ziegerhofer (Bass, Kontrabass) trat die Gruppe als polka potente auf.
Einen Rückblick auf „30 Jahre Aniada a Noar“ bietet das gleichnamige Feature von Barbara Belic (veröffentlicht am 22. Oktober 2012) mit Statements von Andreas Safer und Michael Krusche (Ein Beitrag der Sendereihe Radio Helsinki Musikerportrait 2012.) Im Frühjahr 2013 verließ Michael Krusche die Formation, um andere Projekte zu verfolgen.

„Aber 3 ist auch noch riesig, wenn man Aniada a Noar heißt. Geiger Michael Krusche hat sich ja im März nach 30 Jahren verabschiedet, um Solo-Pfade zu gehen.“

Das wurde dem Publikum ab dem Jahresbeginn vermittelt, etwa: „… bekamen die knapp 300 Besucher nicht nur die bekannten Noarnklänge und Lieder zu hören, sondern auch die nachdenklichen, kritischen Lieder und Texte von Michael Krusche, der in Zukunft auf Solopfaden wandelt.“ (Februar 2013)
Die CD mit dem Titel „khult“ war dann schon das Produkt eines Trios, nicht mehr eines Quartetts, laut offizieller Website ab dem Juni 2013 verfügbar:

„Die Steirische Kultband erfindet sich neu…“

Bertl Pfundner verstarb 2021, seitdem ist Martin Moro als Gitarrist Mitglied.

## Tonträger (Auswahl)
- 1986: Ruck ma zsamm, LP ProSound
- 1986: Aniada a Noar, Vol.1 Extraplatte 105
- 1989: Geduld, Geduld, Extraplatte 109
- 1993: Gwoxn, Extraplatte 183 mit Broadlahn und Citoller Tanzgeiger
- 1993: die Hupfade, Extraplatte 195
- 1996: die Geierwally, Extraplatte 262-2
- 1997: Wärme, Extraplatte 295-2
- 2000: Es wird scho glei dumpa, Extraplatte 424-2
- 2000: Heaz & Steaz, Extraplatte 440-2
- 2001: Liacht Luce, Extraplatte 544-2 mit Michele Pucci & Gulio Venier
- 2002: Liacht Light, Extraplatte 624-2 and Friends
- 2002: Tanzl, Extraplatte 524-2
- 2003: Sou is es Leben, Extraplatte 540-2
- 2004: Liacht Phos, Extraplatte 644-2
- 2007: Polka Potente, Extraplatte 744-2
- 2008: Noarnfülm, Extraplatte
- 2009: Holz, Extraplatte 844-2
- 2010: Liacht Svjetlo, Extraplatte 924-2
- 2011: Gott und die Welt, Hoanzl 71991-2
- 2013: Khult, Hoanzl 713838-2
- 2015: 33, Hoanzl
- 2016: Incompagnia, Hoanzl
- 2019: Summawind, Hoanzl
- 2020: Live, Hoanzl